# Bazna
Bazna é uma comuna romena localizada no distrito de Sibiu, na região histórica da Transilvânia. A comuna possui uma área de 82.52 km² e sua população era de 4058 habitantes segundo o censo de 2007.
É uma cidade termal localizada a norte de Sibiu, criada por saxões no século XIII.

## Património
- Centro termal de Bazna;
- Igreja protestante do século XIV;
- Igreja fortificada, de estilo gótico e muralhas dos séculos XV e XVI;
- Parque de Bazna, com um obelisco comemorativo de homenagem aos romenos falecidos na II Guerra Mundial.